# Хайнрих фон Льовенщайн-Шарфенек
Хайнрих фон Льовенщайн-Шарфенек (на немски: Heinrcih vpn Löwenstein-Scharfeneck; * 29 юли 1553; † 2 януари 1581) от фамилията Льовенщайн-Вертхайм, е граф на Льовенщайн-Шарфенек (1571 – 1581), югозападно от Нойщат ан дер Вайнщрасе в Рейнланд-Пфалц.

## Живот
Той е големият син на граф Волфганг II фон Льовенщайн-Шарфенек (1527 – 1571) и съпругата му Розалия/Розилия фон Хевен (1530 – 1581), дъщеря на фрайхер Георг фон Хевен († 1542) и съпругата му Елизабет фон Хоенлое-Нойенщайн († 1536/1540).
Хайнрих фон Льовенщайн-Шарфенек умира неженен и бездетен на 2 януари 1581 г. Наследен е от по-малкия му брат граф Волфганг II (III).